# كوبتاون
كوبتاون (بالإنجليزية: Cobbtown, Georgia)‏ هي مدينة تقع في مقاطعة تاتنال، جورجيا بولاية جورجيا في الولايات المتحدة. تبلغ مساحة هذه المدينة 1.8 (كم²)، وترتفع عن سطح البحر 75 م، بلغ عدد سكانها 311 نسمة في عام 2010 حسب إحصاء مكتب تعداد الولايات المتحدة.

## وصلات خارجية
- Cities & Counties - Georgia.gov